# 암흑가의 태양
암흑가의 태양(Action Man, Le Soleil Des Voyous)은 이탈리아에서 제작된 장 들라누와 감독의 1966년 범죄, 드라마 영화이다. 장 가뱅 등이 주연으로 출연하였다.

## 출연

### 주연
- 장 가뱅
- 로버트 스택

### 조연
- 조지 아미넬
- 루시엔느 보가에
- 수잔느 플론
- 발터 길러
- 마가렛 리
- 장 토파르